# Bunkier GO-42

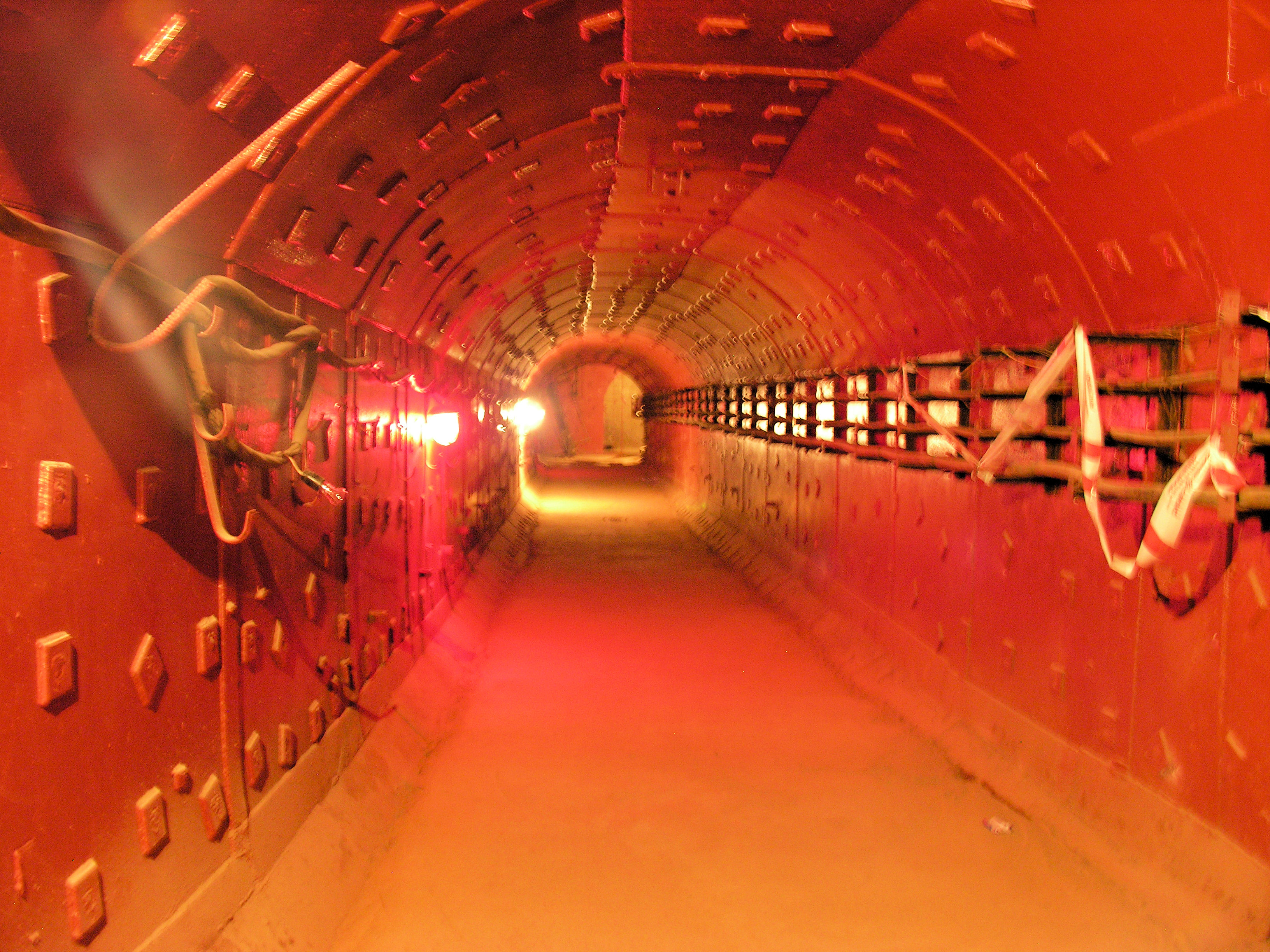
Jeden z tuneli dawnego bunkra

Bunkier GO-42 (Obiekt Państwowy Nr 42, ros. государственный объект ГО-42) – dawny bunkier na terenie Moskwy, zbudowany w 1956 na wypadek ataku atomowego.
Od 2006 funkcjonuje jako ogólnodostępne dla zwiedzających Muzeum Zimnej Wojny (ros. Музей холодной войны). Liczy 4 podziemne tunele na głębokości 60 m i powierzchnię ok. 7000 m².